# Odontopyge puerilla
Odontopyge puerilla är en mångfotingart som beskrevs av Daday 1889. Odontopyge puerilla ingår i släktet Odontopyge och familjen Odontopygidae. Inga underarter finns listade i Catalogue of Life.